# Laurence Glautier
Laurence Glautier (Zinnik, 7 juli 1972) is een Belgische topambtenaar en kabinetsmedewerker.

## Levensloop
Laurence Glautier studeerde rechten aan de Université catholique de Louvain. Tot 2002 werkte ze voor het directoraat-generaal Onderzoek van de Europese Commissie. Vervolgens werd ze kabinetsattaché van Waals minister van Econmie, KMO's, Onderzoek en Nieuwe Technologieën Serge Kubla (MR). Van 2004 tot 2005 werkte ze voor het Waals Parlement en van 2005 tot 2014 voor de MR. Glautier was er onder meer verantwoordelijk voor de coördinatie met de lokale afdelingen, onder meer bij de verkiezingen van 2006 en 2012. In 2014 werd ze kabinetschef van MR-voorzitter Olivier Chastel, een functie die ze tot 2017 uitoefende. Van 2017 tot 2019 was ze kabinetschef van Waals minister-president Willy Borsus. Sinds 2019 is Glautier directeur-generaal van Sofinex
Namens de MR werd ze in verschillende bestuursraden afgevaardigd. Zo is of was ze:
- lid van de Hoge Raad voor de Werkgelegenheid (2006-2015)
- bestuurder van de Société régionale wallonne du transport (2009-2016)
- bestuurder van het Agence pour l'Entreprise et l'Innovation (2014-2016)
- vicevoorzitter van de Radio-Télévision belge de la Communauté française (2014-2017)
- bestuurder van de Société wallonne de gestion et de participations (2010-2018)
- voorzitter van de Federale Participatie- en Investeringsmaatschappij (2016-2018)
- bestuurder van de Nationale Maatschappij der Belgische Spoorwegen (2018-heden)[2]
- bestuurder van de Société régionale d'investissement de Wallonie (2018-2022)
- bestuurder van de Université catholique de Louvain (2020-heden)

Sinds 2019 is Glautier bestuurder bij de Belgian Venture Capital & Private Equity Association.